# Franz Schnorr von Carolsfeld
Franz Leopold Schnorr von Carolsfeld (* 11. April 1842 in München; † 8. Februar 1915 in Dresden) war ein deutscher Bibliothekar und Direktor der Königlich Sächsischen Öffentlichen Bibliothek in Dresden sowie Literaturhistoriker und Mitarbeiter der Allgemeinen Deutschen Biographie.

## Leben

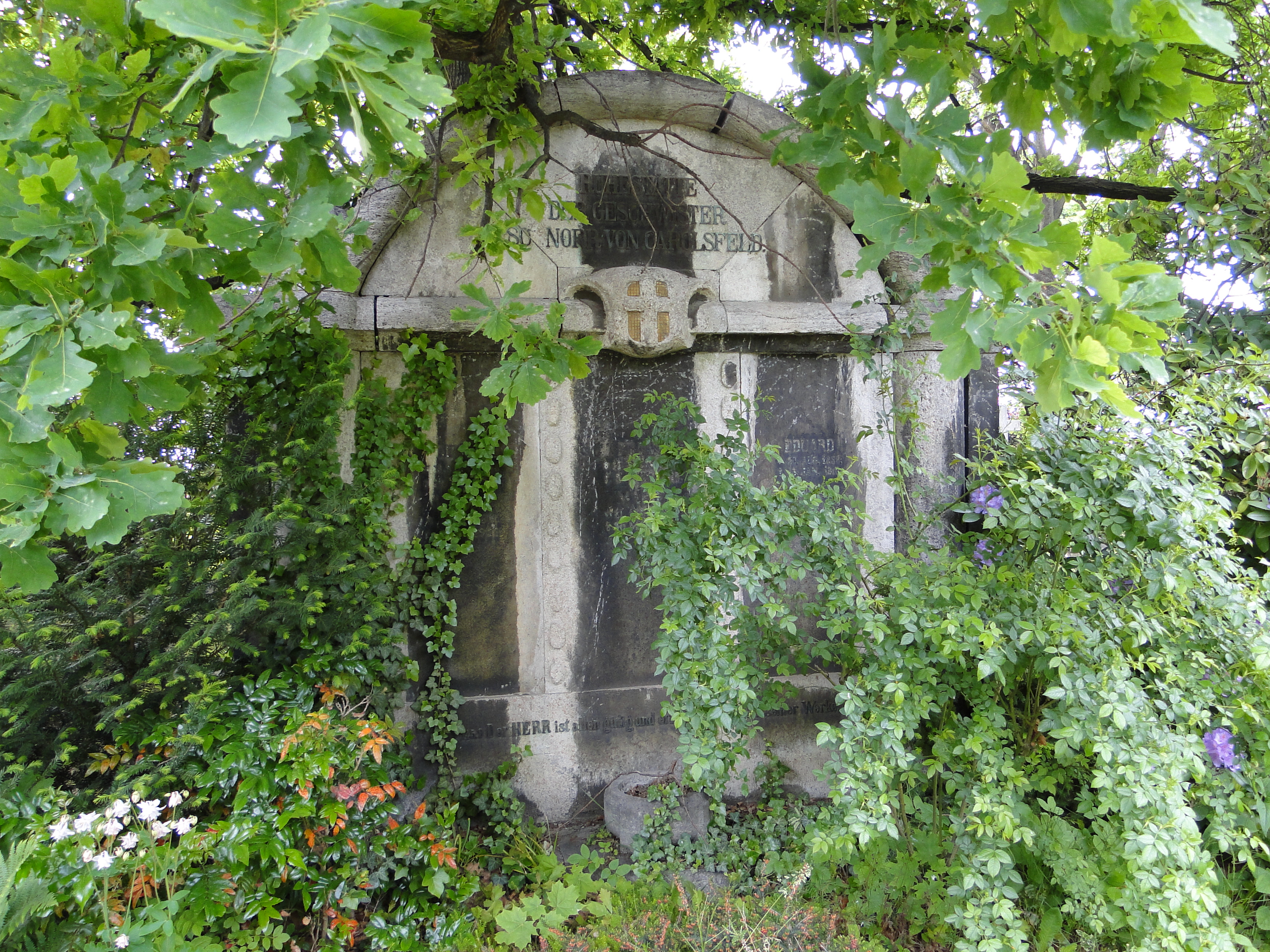
Grab von Franz Schnorr von Carolsfeld auf dem Alten Annenfriedhof

Sein Vater war der Maler Julius Schnorr von Carolsfeld. Nach dem Schulbesuch an der Blochmannschen Erziehungsanstalt (dem nachmaligen Vitzhumanium) und der Kreuzschule in Dresden, dem Städtischen Gymnasium bei Johannes Classen und Alfred Fleckeisen in Frankfurt am Main, studierte er an der Universität Göttingen und der Universität Berlin. Während seines Studiums in Göttingen wurde er 1859 Mitglied der Burschenschaft Brunsviga. In Berlin wurde er 1864 mit einer Arbeit mit dem Titel Verborum collocatio Homerica quas habeat leges et qua utatur libertate promoviert. Die philologische Staatsprüfung an der Universität Leipzig war ihm jedoch nicht möglich, da in Sachsen seine Promotion nicht anerkannt wurde.
Eine Anstellung fand Schnorr von Carolsfeld an der Königlichen öffentlichen Bibliothek in Dresden, in der er dann, ab 1887 bis 1907 als Direktor, seine gesamte Lebensarbeitszeit verbrachte. Von 1875 bis 1880 war er zudem Stadtverordneter. Er war von 1892 bis 1915 Mitarbeiter der Allgemeinen Deutschen Biographie, zu der er zahlreiche Beiträge lieferte. Er verstarb 1915 in Dresden und wurde auf dem Alten Annenfriedhof beigesetzt.

## Schriften
- Katalog der Handschriften der Königl. Öffentlichen Bibliothek zu Dresden.
  - Erster Band. Springer, Wiesbaden 1882, Neudruck 2013 SLUB Dresden, Google
  - Zweiter Band. Teubner, Leipzig 1883, Reprint 1981  Manuscripta Mediaevalia

- Ein Gesamtinventar der älteren deutschen gedruckten Litteratur ein Erforderniss der litteraturgeschichtlichen und historischen Forschung. In: Zentralblatt für Bibliothekswesen, Jg. 2, 1885, S. 500–503 (online).
- Die Schulprogramme und die Bibliotheken. In: Zentralblatt für Bibliothekswesen, Jg. 4, 1887, S. 20–21 (online).
- Dresdener Erfindung einer verstellbaren Lagerung der Einsatzbretter in Bücherregalen. In: Zentralblatt für Bibliothekswesen, Jg. 10 (1893), S. 218–221 (online).
- Erasmus Alberus. Ein biographischer Beitrag zur Geschichte der Reformationszeit. Ehlermann, Dresden 1893.